# 尖被灯心草
尖被灯心草（学名：Juncus turczaninowii）是灯心草科灯心草属的植物。分布于俄罗斯西伯利亚和东部以及中国大陆的东北、河北、内蒙古等地，生长于海拔720米至1,350米的地区，多生长在河边湿草地以及沼泽草甸，目前尚未由人工引种栽培。